# Sarcophyton furcatum
Sarcophyton furcatum är en korallart som beskrevs av Li 1984. Sarcophyton furcatum ingår i släktet Sarcophyton och familjen läderkoraller. Inga underarter finns listade i Catalogue of Life.